# Theophil Frey (Architekt)

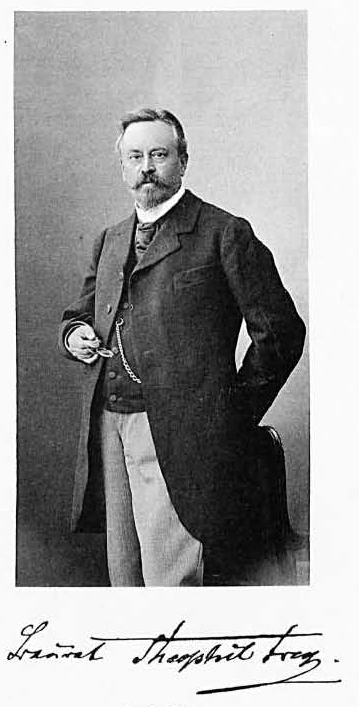
Theophil Frey

Theophil Heinrich Frey (* 26. April 1845 in Kissy, Sierra Leone; † 3. August 1904 in Bad Liebenzell) war ein deutscher Architekt.

## Leben
Theophil Frey war der Sohn eines Missionars. Im Alter von zwölf Jahren verlor er seinen Vater. Er besuchte in Korntal die Schule und studierte dann an der Polytechnischen Schule in Stuttgart. Zu seinen Lehrern gehörten Christian Friedrich von Leins, Bäumer und Tritschler. 1867 schloss er seine Hochschulausbildung ab und ging für zwei Jahre nach England, wo er bei dem Kirchenbaumeister George Edmund Street arbeitete. Danach war er bis 1870 bei Leins beschäftigt. Frey konzentrierte sich auf Kirchenbauten und orientierte sich in seiner Anfangszeit noch an älteren Baustilen. In einem Nachruf auf Frey ist zu lesen: „Eine am Anfang der selbständigen Tätigkeit in Stuttgart gebaute Methodistenkirche atmet noch den Geist der englischen Gotik, ebenso das in dieser Zeit entstandene Haus Pelargus an der neuen Weinsteige (Architektonische Rundschau, 1886, Tafel 94). Später ging er freier schöpferisch vor, doch immer unter Anlehnung an die besten Beispiele aus der Zeit der Frühgotik, des romanischen und des Übergangs-Stiles.“ 1899 beteiligte er sich an einem Wettbewerb für die Garnisonkirche in Ludwigsburg und erhielt für seinen Vorschlag den zweiten Preis. Frey starb während eines Erholungsaufenthaltes im Schwarzwald, nachdem er einen Schlaganfall erlitten hatte.

## Bauten

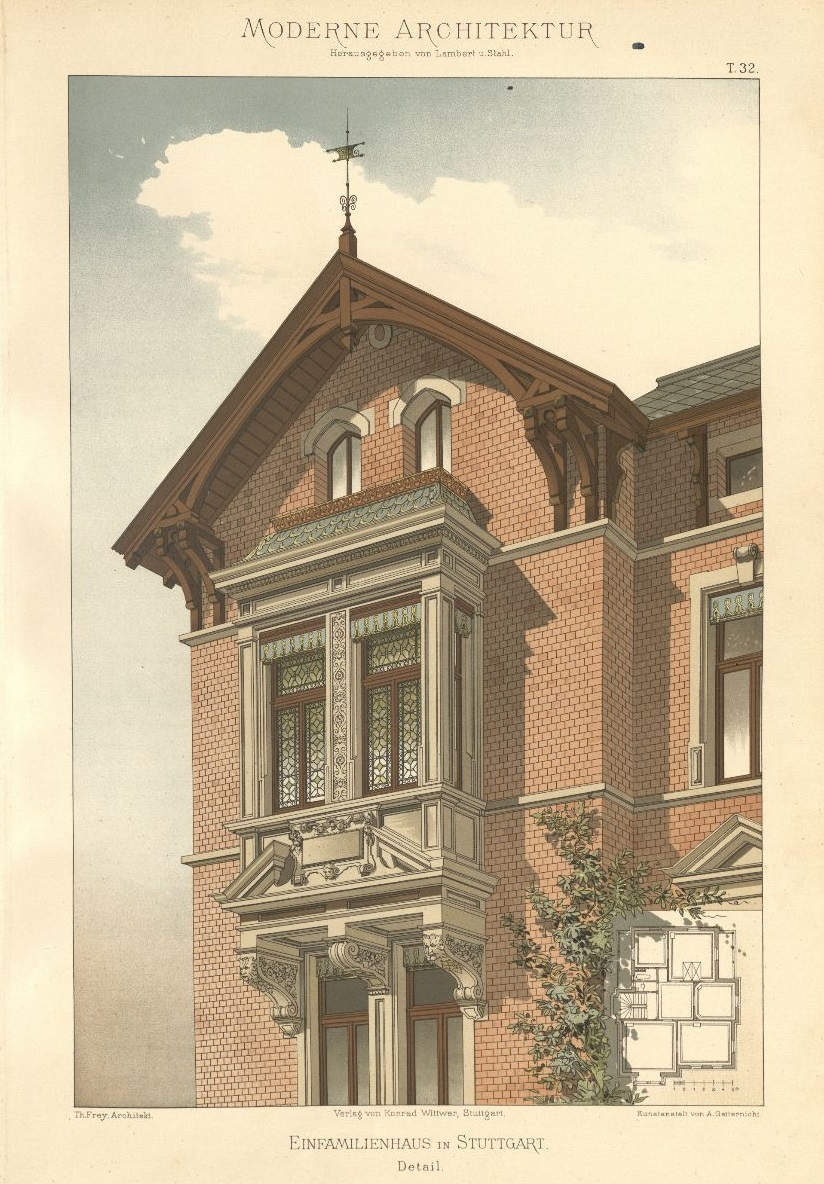
Detailansicht eines Einfamilienhauses in Stuttgart

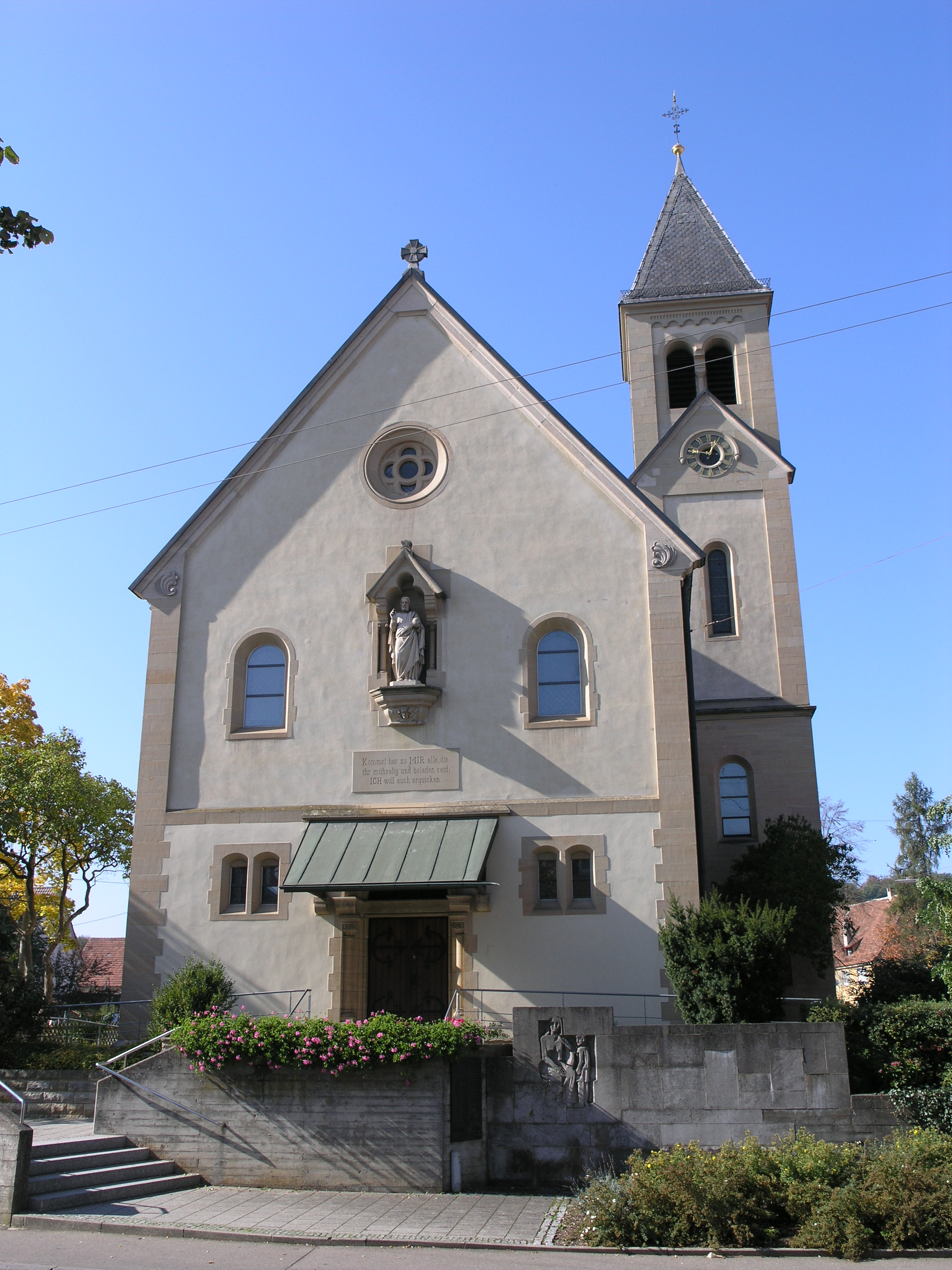
Hagellocher Kirche

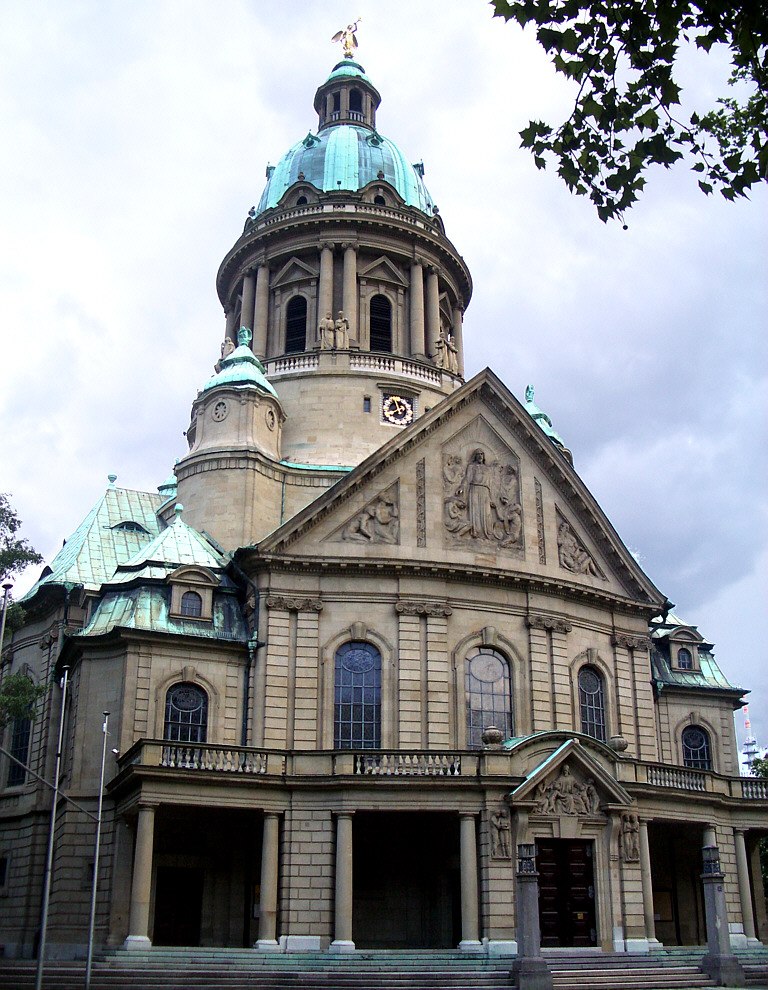
Christuskirche in Mannheim

1886 bis 1888 führte Frey den Erweiterungsbau der evangelischen Pfarrkirche Rutzenmoos in Oberösterreich aus.
In den Jahren 1887 und 1888 wurde die neogotische Kirche an der Hauptstraße in Wangen nach Plänen Freys gebaut.
1888 wurde an der Binswanger Straße in Neckarsulm die neogotische evangelische Stadtkirche nach Plänen von Theophil Frey errichtet.
1891 entwarf Theophil Frey Portal, Leichen- und Pförtnerhaus für den Friedhof in Giengen, ausgeführt wurden die Arbeiten 1894. Das gotisierende Ensemble steht unter Denkmalschutz.
Die von Theophil Frey entworfene Stadtkirche in Wangen im Allgäu wurde 1893 eingeweiht. In Wangen befand sich einst auch das Kaiser- und Kriegerdenkmal, das von Frey entworfen und von Albert Gäckle ausgeführt wurde.
Nach Freys Plänen wurde 1896 die Sakristei der Stuttgarter Leonhardskirche errichtet. Im selben Jahr wurde in Horb die Johanneskirche nach seinen Plänen errichtet.
In den Jahren 1896 bis 1898 wurde die evangelische Pauluskirche Vogelsang in Stuttgart-West errichtet.
1897 wurde die von Frey entworfene Aacher Kirche eingeweiht, ebenso die evangelische Kirche an der Panoramastraße in Seewald-Erzgrube.
Die Matthäuskirche in Heilbronn-Sontheim wurde 1899 eingeweiht.
An der im Jahr 1902 eingeweihten Petruskirche in Gablenberg war Theophil Frey als Baurat beteiligt. Als Architekt der Kirche wird Richard Iwan inschriftlich genannt.
Die in den Jahren 1903/04 gebaute evangelische Kirche Hagelloch wurde von Frey entworfen.
Aus dem Jahr 1904 stammt die Pauluskirche in Stockach.
Im Januar 1904 fand eine Ausschreibung um den Bau einer evangelischen Kirche mit 1200 Sitzplätzen in Mannheim nach dem Wiesbadener Kirchenbauprogramm statt, an dem sich Frey, damals Baurat in Stuttgart, zusammen mit seinem Kollegen Christian Schrade beteiligte. Der neobarocke Wettbewerbsentwurf Freys und Schrades mit Jugendstileinflüssen setzte sich durch. Frey verstarb jedoch, bevor die Christuskirche fertiggestellt war. Ebenfalls erst nach dem Tod Freys wurde 1905 die Renovierung und Vergrößerung der Betzinger Mauritiuskirche vorgenommen, die er zusammen mit Johannes Müller geplant hatte. 1907 wurde in Pfalzgrafenweiler die evangelische Jakobuskirche gebaut, die ebenfalls auf Pläne Theophil Freys zurückgeht.

## Schriften
- Evangelische Kirche in Gablenberg (Petruskirche). In: Monatsschrift des Württembg. Vereins für Baukunde in Stuttgart,  Jahrgang 1903, Heft 8, Süddeutsche Verlags-Anstalt, München 1903, S. 39–41 (online).
- Die Stadterweiterung von Stuttgart. Erörterung. In: Monatsschrift des Württembg. Vereins für Baukunde in Stuttgart, Jahrgang 1900, Heft 4, F. Weise’s Hofbuchhandlung, Stuttgart 1900, S. 25–27 (online).
- Erneuerungsarbeiten an der Stiftskirche zu Stuttgart, insbesondere an dem Hauptturm derselben. In: Monatsschrift des Württembg. Vereins für Baukunde in Stuttgart, Jahrgang 1898, Heft 7, F. Weise’s Hofbuchhandlung, Stuttgart 1897, S. 58–59 (online).
- Baurat Theophil Frey. In: Monatsschrift des Württembg. Vereins für Baukunde in Stuttgart. F. Weise’s Hofbuchhandlung in Stuttgart, Jahrgang 1904, Heft 7 und 8, Süddeutsche Verlags-Anstalt, München 1904, S. 67–68 (online).
- Pauluskirche in Stuttgart. In: Christliches Kunstblatt für Kirche, Schule und Haus, 1898, Nr. 6, S. 86–93. Architektonische Rundschau, 18.1902, Heft 10, S. 78–79